# بخارست (فیلم)
بخارست فیلمی با ژانر کمدی به کارگردانی سید مسعود اطیابی، نویسندگی حمزه صالحی و تهیه‌کنندگی علی طلوعی محصول سال ۱۴۰۱ ایران است.
این فیلم در تاریخ ۲۴ آبان ۱۴۰۱ در سینماهای سراسر ایران اکران شده است.

## خلاصه داستان
جلیل و جلال دو برادرند که یکی از آنها در تاکسی اینترنتی و دیگری در استخری به نام بخارست کار می‌کند. جلیل قصد دارد با پیج اینستاگرامی‌اش کسب درآمد کند، از این رو دست به گرفتن ویدئوهای دوربین مخفی خطرناک می‌زند. یکی از این دوربین مخفی‌ها که در استخر گرفته شده، او را در مخمصه بزرگی گرفتار می‌کند که منجر می‌شود وارد دردسرهایی شوند…

## بازیگران
| بازیگر          | نقش             | توضیحات                           |
| --------------- | --------------- | --------------------------------- |
| حسین یاری       | جلال            | برادر بزرگ جلیل                   |
| پژمان جمشیدی    | جلیل            | برادر کوچک جلال                   |
| امیرحسین آرمان  | عابد عبیدی      | پسر وزیر سابق                     |
| هادی کاظمی      | سینا            | تروریست - نوچه کامل               |
| پونه عاشورپور   | درنا            | همسر عابد - خواهر لاله            |
| غزال نظر        | لاله            | خواهر درنا - معشوق جلیل           |
| ایمان صفا       | رحیم            | دوست جلال - رئیس لات‌ها            |
| وحید آقاپور     | بازپرس          | بازپرس پرونده                     |
| عرفان ابراهیمی  | ابراهیم         | صاحب استخر                        |
| غلامرضا نیکخواه | آقا جون         | پدر جلال و جلیل                   |
| رضا بهبودی      | کامل عزیزی      | معاون دکتر عبیدی - رئیس تروریست‌ها |
| بابک کریمی      | آقای دکتر عبیدی | وزیر سابق - پدر عابد              |